# Kentavius Street
Kentavius Street (Greenville, 8 maggio 1996) è un giocatore di football americano statunitense che milita nel ruolo di defensive end per gli Atlanta Falcons della National Football League (NFL).

## Carriera

### San Francisco 49ers
Street fu scelto nel corso del quarto giro (128º assoluto) del Draft NFL 2018 dai San Francisco 49ers. La sua prima stagione la trascorse interamente in lista infortunati per un problema al ginocchio. Il 1º settembre 2019 fu nuovamente messo in lista infortunati, tornando ad essere disponibile il 14 dicembre. Disputò così le prime tre partite come professionista, prima di essere inserito nuovamente in lista infortunati il 10 gennaio 2020.

### New Orleans Saints
Il 18 marzo 2022 Street firmò con i New Orleans Saints.

### Philadelphia Eagles
Il 30 marzo 2023 Street firmò un contratto di un anno con i Philadelphia Eagles.

### Atlanta Falcons
Il 31 ottobre 2023 Street, assieme a una scelta del settimo giro del Draft 2025, fu scambiato con gli Atlanta Falcons per una scelta del sesto giro del 2024.

## Palmarès
- National Football Conference: 1

San Francisco 49ers: 2019